# Гай Валерий Поцит Флак
Вижте пояснителната страница за други личности с името Гай Валерий Поцит.
Гай Валерий Поцит Флак (на латински: Caius Valerius Potitus Flacus) е политик на Римската република през 4 век пр.н.е.
Син е на Гай Валерий Поцит (военен трибун 370 пр.н.е.) и брат на Луций Валерий Поцит (началник на конницата 331 пр.н.е.).
Гай Флак е консул през 331 пр.н.е. Негов колега е Марк Клавдий Марцел.